# Поликарп I (епископ Византийский)
Полика́рп I (греч. Πολύκαρπος Α΄; † 89) — епископ Византийский (71 — 89).
После трёх лет вдовства епископского престола, Поликарп был избран епископом в качестве преемника Онисима в 71 году, и служил на этом посту в течение восемнадцати лет до своей смерти в 89 году. Его последние восемь лет в должности (после 81 года) прошли во время преследования христиан императором Домицианом. Мощи епископа, как и его предшественников, хранятся в соборе Аргируполиса.